# Society of Anubis
La Society of Anubis fue una sociedad semi-secreta homófila de Estados Unidos, la que tenía un mayor número de socios del mundo, con unos 800 miembros a mediados de la década de 1960 y unos mil en 1970. La sociedad era de carácter conservador y sus principales objetivos eran programas comunitarios y sociales. Tenían un rancho de retiro de 10 acres en el valle de San Gabriel, en la cordillera de San Bernardino, en California.
En la tarde del 11 de enero de 1970, miembros de la Society of Anubis participaron en una manifestación en Los Ángeles en favor de los derechos LGBT. La intención explícita de la marcha era «protestar [contra] las leyes contrarias a los actos homosexuales [realizadas] por adultos e instar a la Corte Suprema de California a que admitan vistas sobre la constitucionalidad de las leyes que convierten dichos actos en delito.» A crowd of about 300 people marched along Hollywood Boulevard carrying signs, flags, and banners.
El 5 de abril de 1970, Helen Niihaus (miembro de la Society of Anubis) realizó «matrimonios ilegales» de parejas homosexuales en una protesta «gay-in» en Los Ángeles.
En 1970 participaron en la primera manifestación del orgullo gay en Nueva York con una carroza que representaba a Anubis sobre un caballo blanco.